# アレッサンドロ・ビリンデッリ
アレッサンドロ・ビリンデッリ(Alessandro Birindelli、1974年11月12日-)は、イタリア・ピサ出身の元サッカー選手、現サッカー指導者。元イタリア代表。現役時代のポジションはDF（サイドバック）。

## 経歴

### クラブ
エンポリのセリエB昇格、セリエA昇格に貢献した後、1997年にユヴェントスに移籍。着実に定位置を確保していったが、2001年にリリアン・テュラムが加入すると、出場機会が激減した。しかし、2006年にユヴェントスがカルチョ・スキャンダルの結果、セリエBに降格し主力が大量に移籍すると、ディディエ・デシャン監督の信頼を得て右サイドバックやセンターバックとして出場機会を確保した。
2008年7月22日、故郷の町のクラブであるピサに移籍することが発表された。しかし初年度の2008-09シーズンにチームは成績不振となり、セリエBからの降格が決定。さらに財政問題が明らかとなり、クラブはイタリアサッカー界から締め出されてしまった。
そのため、2009年8月にペシーナVGに移籍。だが、この新天地のクラブにも借金問題が露見し、2009-10シーズン終了後に現役を引退した。

### 代表
1991年のFIFA U-17世界選手権のイタリア代表に選出されるも出場はなかった。1997年にバーリで行われた地中海競技大会では、U-23イタリア代表に選出され全4試合の内3試合に出場。決勝にも出場し、トルコを5-1で破り金メダルを獲得した。
A代表には2002年11月20日のトルコ戦でデビュー。UEFA EURO2004のメンバーには選ばれず、2004年8月18日のアイスランド戦が最後の出場となった。

### 指導者
ダリオ・ボネッティ率いるザンビア代表のアシスタントコーチに2010年に就任したが、テクニカルベンチとの意見の相違により翌年2月に辞任した。
2011年9月にはピストイエーゼの監督を務めるも、1カ月でその職を去った。
2012年4月にルーマニアのディナモ・ブカレストのアシスタントコーチに就任。

## 人物
左右両サイドバックとしてプレー可能。積極的に攻撃参加するタイプではないが、その分堅実な守備が出来るチームにとって貴重な選手である。
また息子のサムエーレ・ビリンデッリも、自身と同じく主にサイドバックを務めるプロサッカー選手である。